# Championnat de Tanzanie de football 2021-2022
Navigation
Saison précédente Saison suivante
La saison 2021-2022 du Championnat de Tanzanie de football est la cinquante-huitième édition de la Ligi Kuu Bara, le championnat de première division en Tanzanie. Les seize meilleures équipes du pays sont regroupées au sein d’une poule unique où elles s’affrontent deux fois au cours de la saison, à domicile et à l’extérieur. En fin de saison, les deux derniers du classement sont relégués directement et remplacés par les deux meilleurs clubs de deuxième division. Les 13e et 14e jouent les barrages pour tenter de se maintenir en première division.
Le club de Simba SC est tenant du titre, à l'issue de la saison les Young Africans FC terminent à la première place et remportent le 23e titre de champion.

## Qualifications continentales
La Tanzanie obtenant pour la prochaine saison deux places en Ligue des Champions et deux places en Coupe de la confédération, c'est le champion et le vice-champion de Tanzanie qui se qualifient pour la Ligue des champions de la CAF 2022-2023, tandis que le troisième et le vainqueur de la Coupe de Tanzanie obtiennent un billet pour la Coupe de la confédération 2022-2023.

## Les clubs participants
- Azam FC
- Young Africans FC
- Mbeya City Council FC
- Simba SC
- Kagera Sugar FC
- Ruvu Shooting
- Mtibwa Sugar
- Singida United
- Prisons SC
- Dodoma Jiji FC
- Ndanda FC
- Coastal Union
- Kinondoni Municipal Council
- Polisi Tanzania FC
- Biashara United
- Namungo FC
- Mbeya Kwanza FC - Promu de D2
- Geita Gold FC - Promu de D2

## Compétition
Le barème utilisé pour établir le classement est le suivant :
- Victoire : 3 points
- Match nul : 1 point
- Défaite : 0 point

### Classement
| Rang | Équipe                      | Pts | J  | G  | N  | P  | Bp | Bc | Diff |
| ---- | --------------------------- | --- | -- | -- | -- | -- | -- | -- | ---- |
| 1    | Young Africans C            | 74  | 30 | 22 | 8  | 0  | 49 | 8  | +41  |
| 2    | Simba T                     | 61  | 30 | 17 | 10 | 3  | 41 | 14 | +27  |
| 3    | Azam FC                     | 49  | 30 | 14 | 7  | 9  | 41 | 28 | +13  |
| 4    | Geita Gold FC P             | 46  | 30 | 12 | 10 | 8  | 32 | 26 | +6   |
| 5    | Namungo FC                  | 41  | 30 | 10 | 11 | 9  | 42 | 34 | +8   |
| 6    | Kagera Sugar FC             | 38  | 30 | 9  | 11 | 10 | 20 | 25 | -5   |
| 7    | Coastal Union               | 38  | 30 | 10 | 8  | 12 | 22 | 31 | -9   |
| 8    | Polisi Tanzania FC          | 37  | 30 | 8  | 13 | 9  | 21 | 23 | -2   |
| 9    | Mbeya City Council FC       | 37  | 30 | 9  | 13 | 8  | 25 | 29 | -4   |
| 10   | Kinondoni Municipal Council | 35  | 30 | 8  | 11 | 11 | 34 | 35 | -1   |
| 11   | Dodoma Jiji FC              | 35  | 30 | 9  | 8  | 13 | 25 | 37 | -12  |
| 12   | Ruvu Shooting               | 34  | 30 | 8  | 10 | 12 | 28 | 39 | -11  |
| 13   | Mtibwa Sugar                | 31  | 30 | 7  | 10 | 13 | 25 | 34 | -9   |
| 14   | Prisons SC                  | 29  | 30 | 7  | 8  | 15 | 21 | 34 | -13  |
| 15   | Biashara United             | 28  | 30 | 5  | 13 | 12 | 23 | 35 | -12  |
| 16   | Mbeya Kwanza FC P           | 25  | 30 | 5  | 10 | 15 | 22 | 39 | -17  |

|  | Qualification pour la Ligue des champions de la CAF 2022-2023 |
|  | Qualification pour la Coupe de la confédération 2022-2023     |
|  | Barrages de relégation                                        |
|  | Relégation en deuxième division                               |
|  | T : Tenant du titre C : Coupe de Tanzanie P : Promu de D2     |

Le champion Young Africans gagne également la coupe de Tanzanie, donc le quatrième est qualifié pour la Coupe de la confédération 2022-2023.

### Barrages de promotion relégation
Mtibwa Sugar (13e) et Prisons SC (12e) se rencontrent pour les barrages, le vainqueur se maintient et le perdant doit rencontrer le vainqueur des barrages de promotion de la deuxième division, JKT Tanzania, pour tenter de se maintenir.
Mtibwa Sugar remporte la double confrontation avec Prisons SC (3-1, 0-1) et se maintient en première division.
Prisons SC rencontre JKT Tanzania, et se maintient en première division (1-0, 1-1).

## Bilan de la saison
| Championnat de Tanzanie de football 2021-2022 |                            |
| Champion                                      | Young Africans (23e titre) |
| Coupes et trophées                            |                            |
| Vainqueur de la Coupe de Tanzanie 2021-2022   | Young Africans             |
| Qualifications continentales                  |                            |
| Ligue des champions de la CAF 2022-2023       | Young Africans             |
| Ligue des champions de la CAF 2022-2023       | Simba SC                   |
| Coupe de la confédération 2022-2023           | Azam FC                    |
| Coupe de la confédération 2022-2023           | Geita Gold FC              |
| Promotions et relégations                     |                            |
| Promus en Première division                   | Ihefu FC                   |
| Promus en Première division                   | Diamond Trust Bank         |
| Relégués en Deuxième division                 | Biashara United            |
| Relégués en Deuxième division                 | Mbeya Kwanza FC            |